# James Farley
James Farley (Waldron, 8 gennaio 1882 – 12 ottobre 1947) è stato un attore statunitense.

## Filmografia parziale
- The Devil Within, regia di Bernard J. Durning (1921)
- The Lodge in the Wilderness, regia di Henry McCarty (1926)
- Come vinsi la guerra (The General), regia di Buster Keaton e Clyde Bruckman (1926)
- Capitan Gennaio (Captain January), regia di David Butler (1936)